# Tergoceracris cerropunta
Tergoceracris cerropunta is een rechtvleugelig insect uit de familie veldsprinkhanen (Acrididae). De wetenschappelijke naam van deze soort is voor het eerst geldig gepubliceerd in 2003 door Perez-Gelabert & Otte.